# چ (فیلم)
چ یک فیلم ایرانی در ژانر جنگی به نویسندگی و کارگردانی ابراهیم حاتمی‌کیا است که در ۱۳۹۲ منتشر شد. این فیلم با بازی فریبرز عرب‌نیا، داستان دو روز از زندگی مصطفی چمران طی نبرد پاوه در جریان ۵۹–۱۳۵۷ کردها در ایران را به تصویر می‌کشد. دیگر بازیگران مریلا زارعی، بابک حمیدیان، مهدی سلطانی، امیررضا دلاوری، خسرو شهراز و سعید راد هستند.
تحقیق و پژوهش اثر چ برعهدهٔ مژگان اینانلو و مشاور گروه نویسندگی بهرام عظیم‌پور بوده است. موسیقی متن این فیلم ساخته فردین خلعتبری است. مدیر تولید در این فیلم سید علی قائم مقامی و طراحی صحنه و لباس بر عهده عباس بلوندی بود. در سکانس پایانی این فیلم که در یکی از پادگان‌های نظامی تهران فیلمبرداری شد، به دلیل حضور نیافتن عرب‌نیا سر صحنه، کارگردان از یک بدل به جای وی استفاده کرد. چ دارای ۵۲۰ پلان است و در مقایسه با فیلم‌های دیگر ژانر سینمای جنگی ایرانی، دارای جلوه‌های ویژه و صحنه آرایی‌های نظامی کم‌نظیری است. فیلمبرداری این فیلم پنج ماه، صداگذاری شش ماه و مونتاژ چهار ماه و همگی به صورت بی‌وقفه انجام شد. همچنین عملیات جلوه‌های ویژه رایانه‌ای ۱۶ ماه به صورت هم‌زمان با دیگر فرایند پس از تولید، انجام شد.
چ در سی و دومین دوره جشنواره بین‌المللی فیلم فجر نامزد نه جایزه شامل سیمرغ بلورین بهترین فیلم و بهترین کارگردانی شد که توانست شش جایزه شامل بهترین بازیگر نقش مکمل مرد برای حمیدیان و چند جایزه در زمینهٔ فنی را کسب کند.

## داستان
در اواخر مرداد سال ۱۳۵۸، مصطفی چمران از طرف دولت موقت مأموریت پیدا می‌کند به پاوه برود و درگیری داخلی به‌وجودآمده در آنجا را خاتمه دهد. سه رأس درگیری موردنظر را مردم پاوه، پیشمرگه‌های حزب دموکرات و رزمندگان پاسدار تشکیل می‌دهند. چمران با تکیه بر نگاه عرفانی و بینش صلح‌جویانه‌اش، هم باید در برابر جسارت و میل به عدالت‌طلبی اصغر وصالی به عنوان فرمانده پاسداران مستقر در پاوه مقاومت کند و هم عنایتی به عنوان رئیس کردهای شورشی را قانع کند که دست از درگیری بردارد.
وصالی که جوانی پرشور است و روحیه‌ای انقلابی دارد صلح‌طلبی و میل چمران به جلوگیری از برخوردها و ملایمت او را به انفعال تعبیر می‌کند و مدام با او کشمکش دارد. تیمسار فلاحی فرمانده نیروی زمینی ارتش هم در این میان نماینده نگرش دیگری به جنگ است و سعی می‌کند اوضاع را طبق تشخیص خود مدیریت کند.
چمران همه تلاش‌اش را می‌کند که گروه‌های فکری و عقیدتی مختلف را به وحدت و رفتار عاقلانه تشویق کند. اما برخلاف پیش‌بینی‌های او نه عنایتی که رفیق قدیمی او نیز هست پیشنهاد صلح را می‌پذیرد و نه وصالی و همسنگرانش حاضر می‌شوند دست از مقاومت بردارند. بدین ترتیب چمران که دردی عارفانه را در دل تحمل می‌کند، دو روز سخت و طاقت‌فرسا را پشت سر می‌گذارد، در حالی‌که نیروهای معارض در حال تسخیر شهر هستند. تا این که به فرمان مستقیم سید روح‌الله خمینی نیروهای رزمی کافی از مرکز به سرعت به محل اعزام می‌شوند و درگیری‌ها پایان می‌یابد.

## بازیگران
- فریبرز عرب نیا در نقش مصطفی چمران
- سعید راد در نقش تیمسار فلاحی
- مریلا زارعی در نقش هانا
- بابک حمیدیان در نقش علی‌اصغر وصالی
- مهدی سلطانی در نقش عنایتی
- امیررضا دلاوری در نقش سیروان
- خسرو شهراز در نقش لطیفی
- اسماعیل سلطانیان در نقش نظیف
- مژگان خالقی در نقش پرستار مجروح
- پیام لاریان در نقش محافظ چمران
- رضا نوری در نقش محافظ چمران
- عرفان برزین در نقش پسر چمران

## ساخت
انرژی که چ از ما گرفت، به اندازه سه فیلم سینمایی پر و پیمان بود. می‌گویم سه فیلم، نه دو فیلم و نه چهار فیلم. از همان ابتدا تصمیم گرفتیم از حوصله چیزی کم نگذاریم.

ابراهیم حاتمی‌کیا، کارگردان
ابراهیم حاتمی‌کیا در نشست خبری فیلم چ در پاسخ به پرسشی دربارهٔ خواندن تیتراژ توسط محسن چاوشی گفت: فیلم بسته شده بود و پس از آن، آقای چاوشی فیلم را دیدند. ایشان خیلی با چ ارتباط برقرار کرد و آن را دوست داشت و در نهایت هم قرار شد یک کار آزاد در این‌باره انجام دهد نه برای تیتراژ. پس از آن محسن چاوشی در صفحه شخصی خودش نوشت
به دلیل طرح ادعاهایی سراسر وارونه و کذب دربارهٔ نحوه همکاری بنده با پروژه چ در نشست مطبوعاتی این فیلم در جشنواره، بهتر است کماکان سنتوری اولین و آخرین تجربه سینمایی‌ام باشد
از پرویز پرستویی برای بازی در فیلم دعوت شد که او به دلیل مشکلات شخصی که با تهیه‌کننده «چ» داشت حاضر به ایفای نقش در این فیلم نشد. عده‌ای معتقدند نام فیلم، یادآور نام چه‌گوارا است و سازنده با این کار قصد داشته تا میان چمران و چه‌گوارا قیاس کند.

## پس از عرضه
علی کشوری فرزند شهید احمد کشوری با اشاره به سخنان ابراهیم حاتمی‌کیا در نشست خبری فیلمش در جشنواره فیلم فجر، به انتقاد از نحوه پرداختن به نقش شهیدان کشوری، شیرودی، سهیلیان و تیمسار فلاحی در این فیلم پرداخت:
آقای حاتمی‌کیا حتی به خودشان اجازه دادند در نشست خبری فیلم در جشنواره به یک مطلب نادرست اشاره کنند، وی گفته بود که شهید کشوری کسی بود که بعد از جنگ شناخته شده بود، در حالی که شهید کشوری مبارزاتش در زمان شاه و در زمان ارتش شاهنشاهی بود، همچنین به دلیل دستگیری توسط ساواک مورد شکنجه قرار گرفته بود و در عملیات پاوه که در فیلم «چ» به نمایش گذاشته می‌شود حضور فعالی داشت، در واقع شهید کشوری در این عملیات همراه با شهید شیرودی و شهید سهیلیان پاوه را نجات می‌دهند… من نمی‌دانم آقای حاتمی‌کیا بر پایه چه اسناد و مستنداتی فیلم «چ» را ساخته است که به آن شکل در می‌آید و بعد هم عنوان می‌کند که من چمران خودم را ساخته‌ام!
همچنین اکران این فیلم موجب اعتراضاتی از سوی برخی شخصیت‌های فرهنگی و سیاسی کردستان ایران شد.
مسعود جزایری (معاونت فرهنگی ستاد کل نیروهای مسلح) و حسین سلامی (فرمانده کل سپاه) از سید علی قائم‌مقامی مدیر تولید این فیلم تقدیر کردند. همچنین امیرعلی حاجی زاده فرمانده نیروی هوافضای سپاه از ابراهیم حاتمی‌کیا و سید علی قائم‌مقامی برای ساخت فیلم تقدیر کرد.
در شانزدهمین جشن سینمای ایران در یک رشته تندیس خانه سینما به دست آورد. این تندیس به مدیر تولید فیلم سید علی قائم‌مقامی تعلق گرفت.

## سیاهه وارسی (چک لیست) و پرده‌ها
ابراهیم حاتمی کیا، چ را به هفت پرده تقسیم کرد و برای لحظه به لحظه آن یک سیاهه وارسی تاریخ‌دار که شبیه یک جدول یا فرم خالی است، تهیه نمود. این سیاهه وارسی‌ها برای ارتباط با گروه جلوه‌های بصری تنظیم شد و حجم آن‌ها به تعداد هفت زونکن رسید. در سیاهه وارسیها توضیح هر پلان نوشته می‌شد. حاتمی کیا برای هر سیاهه وارسی تصویری می‌چسباند و در کنار هر عکسی با مداد شرح صحنه را می‌نوشت. وی همچنین انتظارات و خواسته‌هایش را از تیم طراحی در آن سیاهه وارسی یادداشت می‌نمود. گروه طراحی نیز نظر خود را در آن فرم ذکر می‌کردند.

## جوایز و نامزدی‌ها

### سی و دومین دوره جشنواره فیلم فجر
| قسمت                          | کاندید                                     | نتیجه    |
| ----------------------------- | ------------------------------------------ | -------- |
| بهترین فیلم                   | بنیاد سینمایی فارابی و ابراهیم حاتمی کیا   | نامزدشده |
| بهترین کارگردانی              | ابراهیم حاتمی کیا                          | نامزدشده |
| بهترین بازیگر نقش مکمل مرد    | بابک حمیدیان                               | برنده    |
| بهترین تدوین                  | مهدی حسینی وند                             | برنده    |
| بهترین جلوه‌های ویژه بصری      | سید هادی اسلامی                            | برنده    |
| بهترین جلوه‌های ویژه میدانی    | محسن روزبهانی                              | برنده    |
| بهترین طراحی صحنه و لباس      | عباس بلوندی                                | نامزدشده |
| بهترین صدای فیلم              | صدابردار:بهمن اردلان/صداگذار:علیرضا علویان | برنده    |
| بهترین فیلم از نگاه تماشاگران | ۳/۱۵                                       | نامزدشده |

### چهاردهمین دوره جشن حافظ
| قسمت                      | نامزد        | نتیجه    |
| ------------------------- | ------------ | -------- |
| بهترین بازیگر مرد سینما   | بابک حمیدیان | برنده    |
| بهترین فیلمبرداری         | حسین جعفریان | نامزدشده |
| بهترین دستاورد فنی و هنری | عباس بلوندی  | برنده    |